# Camacan
Camacan est une municipalité brésilienne de l'État de Bahia et la Microrégion d'Ilhéus-Itabuna.